# فراناویلا داته
فراناویلا داته (به ایتالیایی: Francavilla d'Ete) یک کومونه در ایتالیا است که در استان فرمو واقع شده‌است.

## خصوصیات
فراناویلا داته ۱۰٫۲ کیلومترمربع مساحت و ۱٬۰۰۷ نفر جمعیت دارد و ۲۲۴ متر بالاتر از سطح دریا واقع شده‌است.